# Breuchin
Der Breuchin ist ein Fluss in Frankreich, der im Département Haute-Saône in der Region Bourgogne-Franche-Comté verläuft. Er entspringt in den Südvogesen, im Regionalen Naturpark Ballons des Vosges, im Gemeindegebiet von Beulotte-Saint-Laurent. Der Breuchin entwässert trotz einiger Schleifen generell in südwestlicher Richtung durch das seenreiche Gebiet am Plateau des Mille Étangs und mündet nach rund 44 Kilometern unterhalb von Ormoiche als rechter Nebenfluss in die Lanterne. 

## Orte am Fluss
- Corravillers
- La Longine
- Faucogney-et-la-Mer
- Luxeuil-les-Bains
- Saint-Sauveur
- Breuches
- Ormoiche